# Ploter płaski

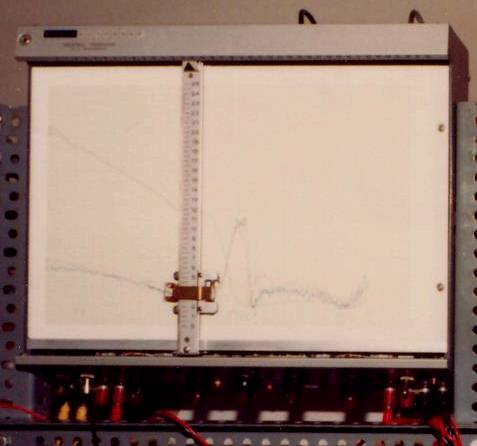
Ploter płaski jako analogowy rejestrator XY

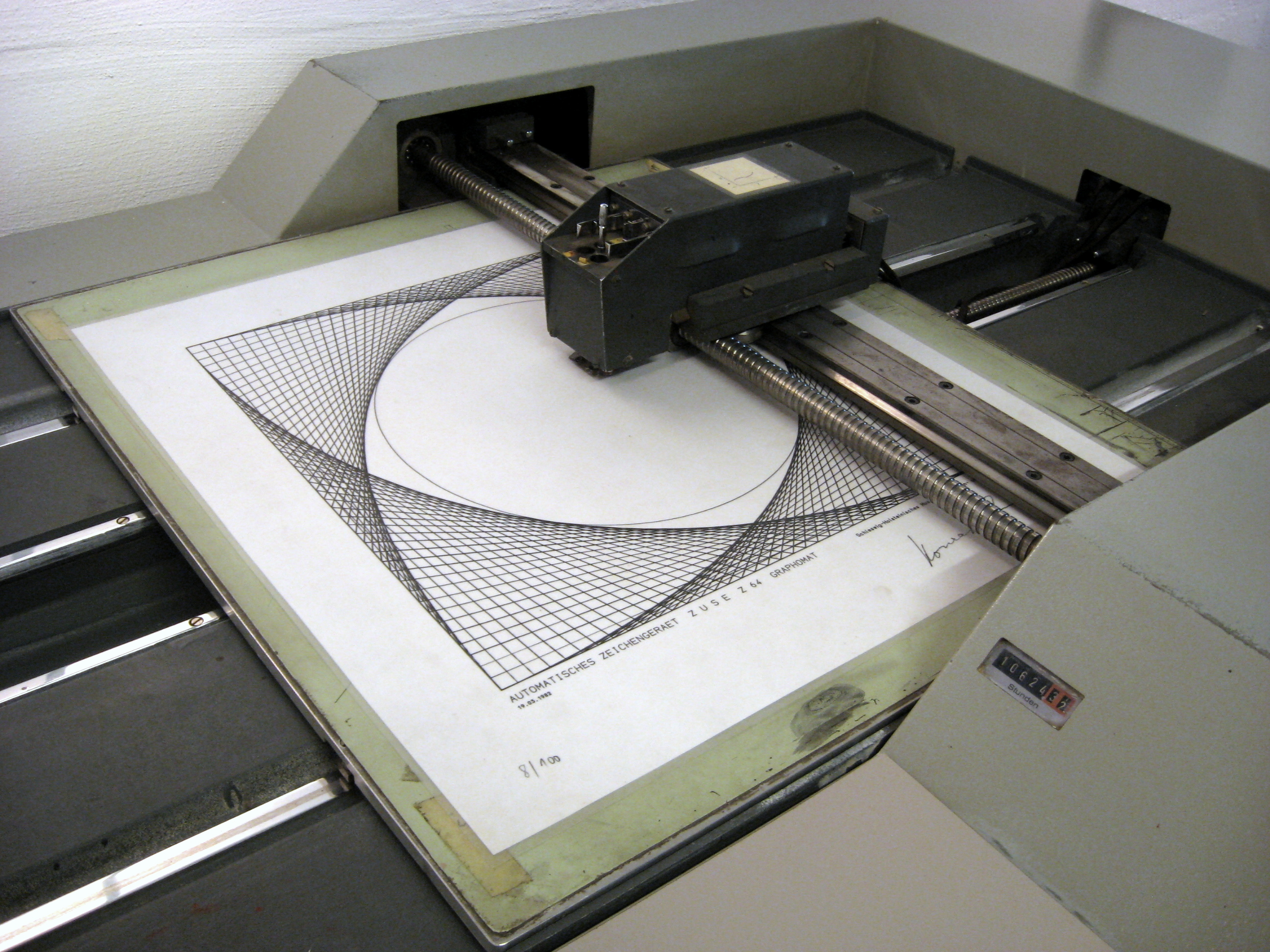
Ploter ZUSE Z64

Ploter płaski – ploter, w którym mechanizm rysujący lub wycinający porusza się swobodnie po osi X i Y nad płasko rozłożonym materiałem (np. papierem).

## Budowa
Pióro zamocowane jest na pionowej belce, po której porusza się za pomocą silnika krokowego, co zapewnia ruch w osi pionowej. Cała belka porusza się z kolei wzdłuż osi poziomej nad całą powierzchnią papieru, również z użyciem silnika krokowego. 
W ploterach płaskich ważne jest zwrócenie uwagi na naciąg linek prowadzących pióro jak i na poślizgi silników, mogących wywołać niedokładność kreśleń.